# Collin Anderson
Collin Anderson (Kingston, 17 de abril de 1999) es un futbolista jamaicano que juega en la demarcación de delantero para el FK Bregalnica Štip de la Primera División de Macedonia del Norte.

## Selección nacional
Hizo su debut con la selección de fútbol de Jamaica el 11 de marzo de 2023 en un encuentro amistoso contra Trinidad y Tobago que finalizó con un resultado de 0-1 a favor del combinado trinitense tras un gol de Reon Moore.

## Clubes
| Club               | País                | Año       | Partidos | Goles |
| ------------------ | ------------------- | --------- | -------- | ----- |
| Arnett Gardens FC  | Jamaica             | 2018-2019 |          |       |
| Cavalier SC        | Jamaica             | 2019-2023 | 65       | 30    |
| FK Bregalnica Štip | Macedonia del Norte | 2023-     |          |       |